# روجر غارلاند
روجر غارلاند (بالإنجليزية: Roger Garland)‏ هو سياسي أيرلندي، ولد في فبراير 1933. في الانتخابات العمومية الإيرلندية 1992 ‏، انتخب نائب دييل عن دائرة Dublin South (Dáil constituency) ‏ وقد انضم خلال فترته النيابية ‏ (29 يونيو 1989 – 5 نوفمبر 1992) للكتلة البرلمانية حزب الخضر (أيرلندا).